# 趙光燮
趙 光燮（チョ・グァンソプ、朝鮮語: 조광섭、1901年 - 1970年6月29日）は、日本統治時代の朝鮮および大韓民国の実業家、労働運動家、政治家。第2代韓国国会議員。

## 経歴
ソウル市永登浦区出身。龍井恩真中学、満洲大学政経学科卒。親和鉱業、穏城炭鉱、京春鉄道馬事組合・駅事組合を経営した後、大韓労働総連盟中央監察委員・永登浦委員長、永登浦洞会連合会会長を務めた。1950年の第2代総選挙では大韓労働総連盟所属で永登浦甲選挙区から出馬し当選し、国会議員在任中は労働組合法案を提出したほか、申亨植妄言事件、鄭国殷事件などの調査委員を務めた。一方、同時期に大韓労働総連盟の最高委員も務めていたが、朝鮮紡績ストライキ紛争に発端する銭鎮漢ら労総内別派との対立により1952年10月22日に辞任した。 

## エピソード
身長180cmを超える大柄な人物であった。